# Schneebussard
Der Schneebussard (Pseudastur albicollis, Syn.: Leucopternis albicollis) ist ein Greifvogel aus der Familie der Habichtartigen. Die nur wenig erforschte Art ist in den tropischen und subtropischen Wäldern Süd- und Mittelamerikas verbreitet. Besonders auffällig ist das kontrastreiche Gefieder, das in Schwarz- und Weißtönen gefärbt ist. Schneebussarde gelten allgemein als nicht gefährdet, ihr Bestand nimmt jedoch durch das zunehmende Verschwinden der Wälder in der Region kontinuierlich ab.

## Merkmale

### Körperbau und Gefieder
Schneebussarde gehören mit einer Größe von 46 bis 58 cm und einer Flügelspannweite zwischen 98 und 117 cm zu den mittelgroßen Vertretern der Habichtartigen. Wie bei vielen Greifvögeln werden auch beim Schneebussard die Weibchen größer und schwerer als ihre männlichen Artgenossen. Ihr Gewicht liegt ausgewachsen bei 780 bis 855 g, während die Männchen nur zwischen 600 und 670 g schwer werden. Da ansonsten hinsichtlich des Aussehens kein erkennbarer Sexualdimorphismus vorliegt und Größenunterschiede oft nicht ausgeprägt genug sind, ist eine eindeutige Identifikation der Geschlechter schwierig. Während der Brutzeit greifen Forscher hierfür zumeist auf das Verhalten der Vögel zurück. Die Flügel wirken recht groß und breit aber nicht besonders lang, die Handschwingen stehen im Gleitflug weit auseinander. Der Schwanz ist hingegen verhältnismäßig kurz und leicht abgerundet. Der schwarz-graue Schnabel ist kompakt und kräftig, die obere Mandibel ist Greifvogel-typisch stark nach unten gebogen.

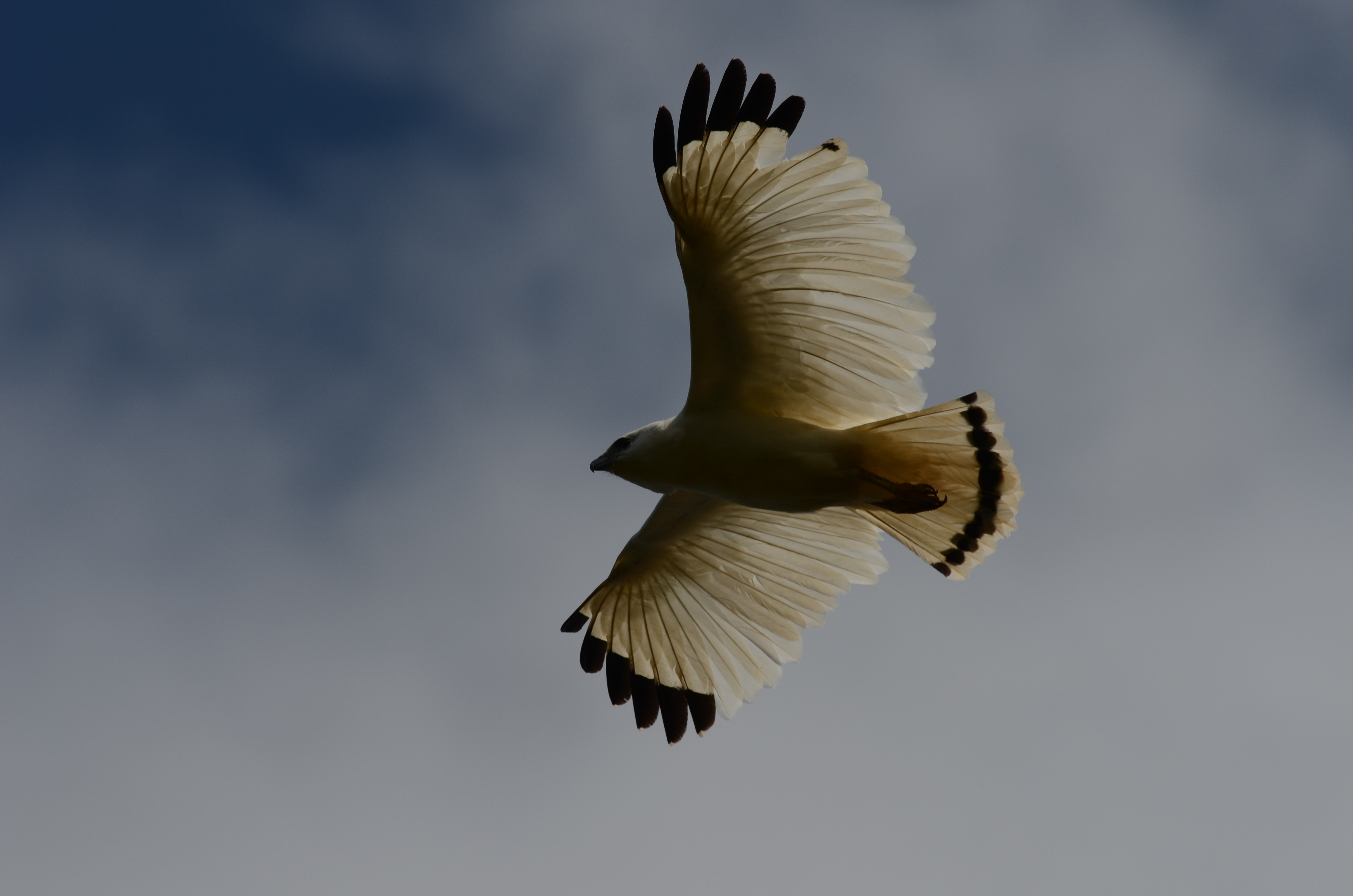
Schneebussard im Flug. Gut zu erkennen sind die besonders kurzen und breiten Flügel, deren Form eine Anpassung an eine waldbewohnende Lebensweise darstellt.

Das auffälligste Merkmal der Art ist ihr kontrastreiches, schwarz-weiße gefärbtes Gefieder, dessen Weißanteil dem Schneebussard auch seinen Trivialnamen eingebracht hat. Diese Farbgebung findet sich bei neotropischen Greifvögeln nicht sonderlich häufig. Von Nordwest nach Südost steigt bei der Art der Anteil an Schwarz im Gefieder klinal immer mehr an. Zur Nominatform P. a. albicollis gehörende Exemplare sind an Kopf, Nacken und Haube sowie an der gesamten Unterseite und den Schenkeln perlweiß gefärbt. Die Oberseite der Flügel zeigt eine schwarze Grundfärbung, die Federn in diesem Bereich besitzen jedoch weiße Spitzen, was in sitzender Haltung den Eindruck eines Fleckenmusters erzeugt. Nur bei ausgebreiteten Flügeln wird sichtbar, dass sich die weiße Färbung vom Nacken über den Rücken bis zum Bürzel und den Oberschwanzdecken als schmales Band fortsetzt. An den Schulterfedern finden sich einige schwarze Tupfer in variabler Ausprägung. Die unteren Arm- und Handdecken sind wiederum einheitlich weiß gefärbt. An den Schwungfedern wird diese Färbung zunehmend von einer schwarzen Sperberung unterbrochen, die Spitzen der Federn sind schließlich einheitlich schwarz. An den Armschwingen findet sich allerdings noch ein sehr schmaler, weißer Rand. Die Steuerfedern sind an Ober- wie Unterseite weiß gefärbt, unterbrochen von einem breiten, schwarzen Band, das im Flug besonders gut zu erkennen ist. Zügel und Wachshaut sind bläulich-grau, die Iris des Auges hingegen dunkelbraun bis graubraun gefärbt. Die unbefiederten Beine sind schwach gelblich.

### Jungvögel
Das Jugendkleid ähnelt in seiner Farbgebung schon weitestgehend dem der Adulten, die bei ausgewachsenen Vögeln perlweißen Teile des Gefieders zeigen bei den Jungvögeln allerdings noch mehr oder weniger deutlich sichtbare, cremefarbene Anteile. An Hinterkopf, Haube und Nacken zeigt sich eine feine, schwarze Strichelung, die ausgeprägter ist als bei den Adulten. Bei der Färbung der unbefiederten Körperteile findet sich kein Unterschied zu älteren Exemplaren.

### Verwechslungskandidaten
Die besonders hellen Schneebussarde im Nordwesten des Verbreitungsgebiets sind im Grunde nicht mit anderen Arten zu verwechseln, dunklere Exemplare aus Südamerika ähneln jedoch bei oberflächlicher Betrachtung einer Reihe ähnlicher Arten. Zu nennen ist hier vor allem der Zügelbussard (Leucopternis melanops), dessen Verbreitungsgebiet sich mit dem des Schneebussards überschneidet. Zügelbussarde sind jedoch deutlich kleiner und können, sollte die Körpergröße nicht ausreichen, anhand der Schwanzfedern unterschieden werden, die bei dieser Art eine schwarze Grundfarbe mit einer weißen Bänderung aufweisen. Weitere, sehr ähnliche und nah verwandte Arten wie der Graurücken- (P. occidentalis) und der Mantelbussard (P. polionotus) kommen nicht sympatrisch mit dem Schneebussard vor, ihre Verbreitungsgebiete beginnen jeweils mindestens 750 km entfernt. Der Elsteradler (Spizaetus melanoleucus) kann relativ leicht durch unterschiedliche Proportionen des Körperbaus (vor allem längere, schmalere Flügel und ein schmalerer Schwanz) identifiziert werden.

## Verhalten und Lebensraum
Das Verhalten des Schneebussards und sein bevorzugtes Habitat sind vergleichsweise wenig erforscht. Während ältere Quellen die Art in der Regel als einen typischen Bewohner feuchter, immergrüner Wälder sehen, trifft dies scheinbar nur auf die in Mittelamerika beheimateten Populationen zu. Hier ist die Art offenbar stark mit primärem Regenwald assoziiert. In Südamerika lebende Vögel scheinen hingegen bis zu einem gewissen Grad auch mit offenerem oder durch den Menschen verändertem Terrain, wie etwa Sekundärwald, zurechtzukommen. Auf Grund der waldbewohnenden Lebensweise werden die Vögel wenn dann zumeist während ausgedehnter Gleitflüge über dem Blätterdach gesichtet. Diese dienen sehr wahrscheinlich der Abgrenzung des eigenen Territoriums gegenüber Artgenossen und werden vor allem in den späten Morgenstunden unternommen. An regnerischen oder wolkigen Tagen scheinen diese Flüge nicht oder nur selten unternommen zu werden. Schneebussarde bilden Paare, die ihr Territorium gemeinschaftlich gegen Eindringlinge verteidigen. Die unerwünschten Artgenossen werden hierbei aus dem Sturzflug heraus angegriffen. Wenn diese nicht die Flucht ergreifen, kommt es regelmäßig zu Kämpfen in der Luft, bei denen die Vögel ihre Klauen ineinander verhaken und regelrecht miteinander ringen. Während der Brutzeit zeigen sich Schneebussarde darüber hinaus besonders aggressiv gegenüber anderen Raubvögeln und verschiedenen Affenarten, wie Guatemala-Brüllaffen (Alouatta pigra) und Geoffroy-Klammeraffen (Ateles geoffroyi). Diese werden unter lautem Rufen aus der Umgebung des Nests vertrieben. Wegen ihrer Tendenz, über längere Zeiträume an derselben Sitzwarte zu verharren, wurden Schneebussarde in der Vergangenheit als „lethargisch“ und „träge“ angesehen. Tatsächlich scheinen sie jedoch eher besonders geduldige Jäger zu sein, die sich von der Präsenz von Menschen nur in geringem Maße gestört zu fühlen scheinen. Im Gegenteil berichten Forscher eher davon, dass Schneebussarde ihre Aktivitäten mit einer gewissen Neugier zu verfolgen scheinen. Über ein etwaiges Zugverhalten der Art ist nichts bekannt, vermutlich handelt es sich eher um Standvögel.

### Nahrung und Jagdverhalten
In der Fachliteratur werden als bevorzugte Beute des Schneebussards vor allem Schlangen und andere Reptilien genannt, die die Vögel im ganzen verschlingen sollen. Die erste quantitativ aussagekräftige Studie über das Beuteschema der Art unternahmen der Ornithologe Gregory S. Draheim und dessen Kollegen Anfang der 1990er-Jahre im guatemaltekischen Nationalpark Tikal. Die Forscher identifizierten insgesamt 210 Beutetiere und stellten fest, dass Reptilien in etwa zwei Drittel der Ernährung der Bussarde ausmachen. Unter den Reptilien waren Schlangen verschiedenster Gattungen – darunter etwa Korallenottern (Micrurus), Königs- (Lampropeltis) oder Hakennasennattern (Ficimia) – zu wiederum zwei Dritteln vertreten. Hierbei werden sowohl baum- als auch bodenbewohnende Arten gleichermaßen geschlagen. Mit etwas unter 20 % machen kleine Säugetiere wie Deppes Hörnchen (Sciurus deppei) und nicht näher zu bestimmende Vertreter der Eigentlichen Fruchtvampire (Artibeus) einen weiteren wichtigen Anteil der Beute aus. Zumindest gelegentlich werden auch größere Tiere zum Ziel der Jagdversuche, wie ein in Mexiko dokumentierter Angriff auf einen Nördlichen Tamandua (Tamandua mexicana) zeigt. Deutlich seltener werden darüber hinaus Vögel, Frösche und größere Insekten gefressen.
Schneebussarde sind in erster Linie typische Lauerjäger, die geduldig an einer Sitzwarte auf vorbeikommende Beute warten. Hierbei sind die Vögel fast bewegungslos und trotz ihrer auffälligen Färbung oft nur schwer auszumachen. Zeigt sich auch nach längerer Zeit kein geeignetes Ziel, ziehen die Bussarde im Tiefflug innerhalb des Waldes zu einem anderen Ansitz weiter. Die – unvollständigen und nicht sehr zahlreichen – Beschreibungen des Jagdverhaltens deuten darauf hin, dass Schneebussarde gezielt nach Lücken in der Vegetation suchen, die durch kürzlich gefallene Bäume geschlagen wurden und an deren Rändern sie dann ihre Jagdversuche starten. Ob diese Beobachtungen tatsächlich auf die Gesamtheit der Population anwendbar sind, ist nach derzeitigem Forschungsstand allerdings ungewiss. Wagt sich ein mögliches Beutetier zu weit aus seiner Deckung, stoßen die Vögel in einer direkten Bewegung auf das Opfer herab und schlagen die Beute mit den Klauen. Der Fang wird anschließend vor dem Verzehr an einen sicheren Ort geschleppt. Beute bis zu einer gewissen Größe wird dann offenbar im Ganzen verschlungen. Darüber hinaus existieren Berichte über Schneebussarde, die Gruppen von Säugetieren wie Weißrüssel-Nasenbären (Nasua narica), Haubenkapuzinern (Sapajus apella) und Mittelamerikanischen Totenkopfaffen (Saimiri oerstedii) in einiger Entfernung folgen, um von diesen aufgescheuchte Schlangen und andere Tiere erbeuten zu können. Obwohl sie teilweise selbst ins Beuteschema der Vögel passen würden, werden die Tiere, denen sie folgen, offenbar nicht attackiert, sondern nur als Nahrungsindikatoren genutzt.

### Fortpflanzung
Das Fortpflanzungsverhalten der Art wurde bislang selten beobachtet, die vollständigsten Berichte stammen wiederum aus Guatemala, wo die Brutzeit mit dem Bau der Nester im Februar oder März beginnt. Die Eiablage findet in der zweiten Märzhälfte statt, womit sie in die trockenste Zeit des Jahres fällt. Die Brutzeit endet mit dem Flüggewerden der Nachkommen im Juni oder Juli, also Anfang bis Mitte der Regenzeit und der damit einhergehenden Zunahme des Nahrungsangebots. Weniger detaillierte Berichte aus Panama und Trinidad bestätigen diese Zeiträume in etwa. Das Nest wird zumeist im Geäst eines Urwaldriesen, in einer Höhe leicht über den Kronen der umgebenden Bäume errichtet. Dies entspricht zumeist einer Höhe von etwa 20 m über dem Erdboden. Besonders hohe Bäume werden vermutlich gewählt, da sie für Nesträuber schwerer zu erklettern sind und nicht direkt auf den typischen Kletterrouten baumbewohnender Affenarten liegen. Das Nest selbst ist eine tassenförmige Konstruktion aus toten Ästen, in die gelegentlich lebende Ranken verwoben werden, die die Sichtbarkeit des Nests weiter reduzieren helfen. Um eine weichere Oberfläche zu schaffen, wird das Nest zusätzlich mit Blättern ausgepolstert. Während der gesamten Brutzeit wird die Konstruktion ständig ausgebessert. Die durchschnittliche Größe liegt bei etwas mehr als 40 × 60 cm, die Tiefe beträgt circa 30 cm. In der Mitte befindet sich eine Vertiefung, in die das Weibchen schließlich die Eier legt. Offenbar besteht jedes Schneebussard-Gelege immer nur aus einem einzelnen Ei, bislang wurde im gesamten Verbreitungsgebiet noch kein Nest mit mehr als einem Ei oder Jungvogel gefunden. Die Schale der Eier ist von weißer oder leicht blassblauer Grundfarbe und zeigt eine Vielzahl rötlich- bis hellbrauner Flecken und Tupfer. Ihr Gewicht liegt zwischen 54 und 62 g, die durchschnittlichen Abmessungen betragen circa 55 × 44 mm. Die Bebrütung der Eier obliegt allein dem Weibchen, während das Männchen seine Partnerin in dieser Zeit mit Nahrung versorgt. Nach einer erfolgreichen Jagd nähert es sich dem Nest bis auf circa 30 bis 40 m und ruft das Weibchen von dort aus zu sich, um ihm die Beute zu übergeben. Einige Weibchen bedecken das Gelege vor dem Verlassen mit Blättern, entweder um es vor Temperaturschwankungen zu schützen oder für Prädatoren weniger sichtbar zu machen. Erst deutlich nach dem Schlüpfen der Eier, in der zweiten Hälfte der Nestlingsphase, beginnt das Weibchen nach und nach wieder damit, eigene Jagdversuche zu unternehmen. Nach etwa 34 bis 38 Tagen schlüpfen die Jungvögel, verbleiben aber anschließend als Nesthocker noch für weitere 60 bis 70 Tage am Brutplatz. Ein Extremfall berichtet sogar von einer 88 Tage dauernden Nestlingsphase, bis der junge Schneebussard schließlich flügge wurde. Solange sich die Jungvögel noch im Nest befinden, verbringt das Weibchen viel Zeit damit, diese mit weit ausgebreiteten Flügeln vor der direkten Sonneneinstrahlung und damit der größten Hitze des Tages abzuschirmen. Nach dem Schlüpfen sind die Jungen zunächst am ganze Körper von weichend, weißen Daunen bedeckt, lediglich im Bereich der Schultern sind diese eher bräunlich bis rötlich gefärbt. Ihre Augen sind von Anfang an geöffnet, ansonsten schreitet ihre Entwicklung jedoch nur vergleichsweise langsam voran. Nach etwa zwei Wochen verschwindet der Eizahn, in der folgenden Woche beginnen sich an den Flügeln die ersten echten Federn zu zeigen. Dennoch können die Nestlinge in diesem Alter noch kaum eigenständig stehen. Erst nach etwa 50 Tagen zeigt sich mit einem häufigen Schlagen der Flügel das erste Anzeichen für das bevorstehende Flüggewerden. Auch nach dem endgültigen Verlassen des Nests verbleiben die Nachkommen noch für längere Zeit bei den Altvögeln und sind weiterhin von deren Versorgung abhängig. Erst nach 17 bis 19 Monaten erlangen die jungen Schneebussarde ihre vollständige Unabhängigkeit von den Eltern.

### Lautäußerungen
Der Ruf des Schneebussards kann zumeist gehört werden, wenn die Vögel über ihrem Territorium in der Luft gleiten, seltener auch an ihrer Sitzwarte. Er wird als harsches und lautes shreeeeerr beschrieben, das oft recht lang gezogen wird. Eine Variante hiervon ist ein heiser kratzendes ssshhhww. Die Lautäußerungen der Art sollen je nach Autor denen des Rotschwanzbussards (Buteo jamaicensis) oder denen der Schleiereule (Tyto alba) ähneln.

## Verbreitung und Gefährdung

Verbreitungsgebiet des Schneebussards

Der Schneebussard ist eine rein neotropische Art, der Kern ihres Verbreitungsgebiets liegt in den tropischen Wäldern des Amazonasbeckens. Nachweise für das Vorhandensein der Art gelangen aus bewaldeten Regionen in Nordwest-Brasilien, Nord-Bolivien, den nördlichsten Regionen Paraguays, den Guyanas sowie aus großen Teilen Kolumbiens und Venezuelas. In Peru und Ecuador kommen Schneebussarde in den östlichen Landesregionen vor, im Westen bildet dort die Bergkette der Anden eine natürliche Grenze. Vor der Küste Venezuelas wird zudem die Insel Trinidad bevölkert. Über den Isthmus von Panama erstreckt sich das Verbreitungsgebiet darüber hinaus bis in den Süden Mexikos, ist allerdings in Mittelamerika nicht mehr in dem Maße zusammenhängend wie weiter südlich. Generell ist die Art ein Bewohner des Tieflands, Nachweise gelingen in der Regel bis auf eine maximale Höhe von circa 1500 m Höhe. Die Art dürfte, wo die ursprünglichen Primärwälder nicht oder nur in geringem Maße zerstört wurden, zu den häufigeren waldbewohnenden Greifvögeln zählen. Vergangene Bestandsschätzungen könnten, auf Grund der eher unauffälligen Lebensweise und des unzugänglichen Habitats, eher zu niedrig ausgefallen sein. Aktuelle Einschätzungen der globalen Population beginnen bei 50.000 Individuen und reichen bis zu einem zehnfachen dieses Werts. Die IUCN stuft den Schneebussard mit Stand 2020 auf der niedrigsten Gefährdungsstufe least concern („nicht gefährdet“) ein und begründet diese Einschätzung vor allem anhand des sehr großen Verbreitungsgebiets der Art. Die Bestandsentwicklung verläuft allerdings negativ, was vor allem auf die zunehmende Abholzung der Wälder in der Region zurückzuführen ist. Lokal führt diese fortgeschrittene Entwaldung immer wieder zu teils erheblichen Bestandseinbrüchen, wie etwa in den panamaischen Provinzen Chiriquí und Veraguas. In El Salvador gilt der Schneebussard als „stark gefährdet“ (endangered) während Mexiko die Art als sogenannte Species Subject to Special Protection (etwa: „Art mit besonderem Schutzstatus“) kategorisiert.

## Systematik

### Äußere Systematik
Die Erstbeschreibung des Schneebussards stammt aus dem Jahr 1790 und geht auf den britischen Naturforscher John Latham zurück. Latham vergab für die neue Art den wissenschaftlichen Namen Falco albicollis und stellte sie damit zunächst, wie bei vielen in dieser Zeit beschriebenen Raubvögeln üblich, in die Gattung der Falken. Lange Zeit galt der Schneebussard, wie eine Reihe weiterer, ähnlich gefärbter Arten als ein Vertreter der Gattung der Weißbussarde (Leucopternis). Zu Beginn des 21. Jahrhunderts zeigten Untersuchungen an mitochondrialer DNA jedoch, dass diese Gattung in ihrer bisherigen Zusammenstellung nicht monophyletisch sein konnte und dass sich gemeinsame Merkmale der ihr zugeordneten Arten, wie das schwarz-weiße Gefieder teilweise unabhängig voneinander entwickelt haben mussten. Des Weiteren bestätigten die Ergebnisse allerdings, dass der Schneebussard eine gemeinsame Klade mit dem Graurücken- und dem Mantelbussard bildet, mit denen er auch zuvor schon in eine gemeinsame Superspezies gestellt worden war. Teilweise wurden diese drei Arten sogar als konspezifisch angesehen. Basierend auf dieser Studie empfahlen Amaral et al. (2009), die drei Arten von Leucopternis abzuspalten und für diese die ursprünglich von George Robert Gray im Jahr 1849 beschriebene Gattung Pseudastur wiederzuerrichten. Mittlerweile folgen maßgebliche Institutionen, wie die American Ornithological Society, der Empfehlung von Amaral et al. und führen den Schneebussard als Typusart der Gattung Pseudastur.

### Innere Systematik

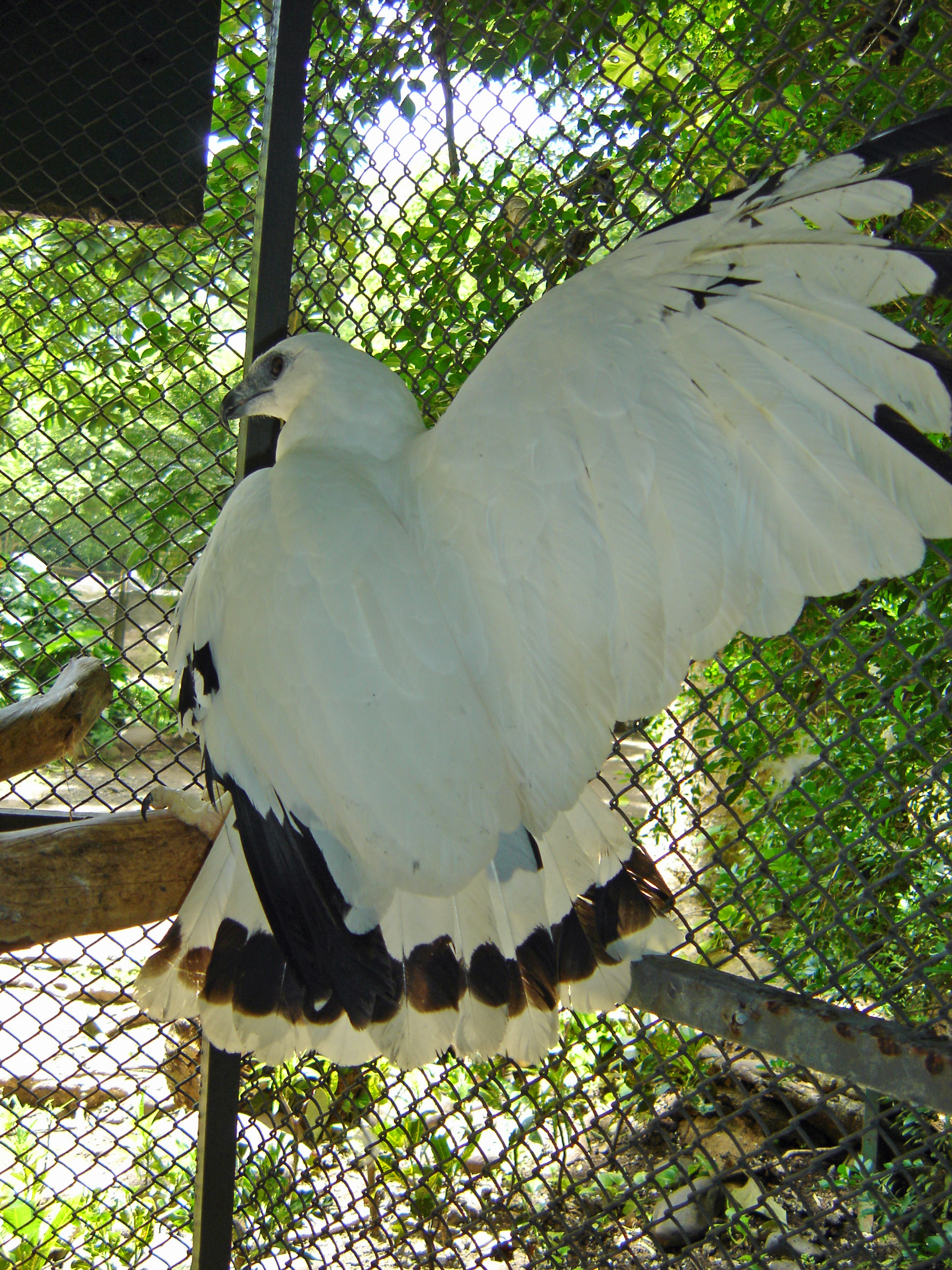
Schneebussard der nördlichsten und am hellsten gefärbten Unterart P. a. ghiesbreghti

Die Population des Schneebussards wird traditionell in vier Unterarten geteilt, bei denen von Südost nach Nordwest eine klinale Abnahme des schwarzen Anteils im Gefieder zu beobachten ist. Der Status der einzelnen Unterarten gilt teilweise als umstritten. Bereits 1988 spekulierten die Ornithologen Dean Amadon und James J. Bull, dass es sich bei der besonders hell gefärbten Form P. a. ghiesbreghti um eine eigenständige Art handeln könnte. Eine Studie durch Lerner et al. aus dem Jahr 2008 fand ebenfalls Hinweise darauf, dass die Art in ihrer derzeitigen Form polyphyletisch sein könnte. So sei die Nominatform P. a. albicollis enger mit dem Mantelbussard als mit den anderen Unterarten des Schneebussards verwandt. Die drei übrigen Unterarten formen laut der Studie hingegen eine gemeinsame Klade mit dem Graurückenbussard. Diese Einschätzungen konnten sich bislang jedoch noch nicht allgemein durchsetzen, weshalb im Folgenden die traditionellen vier Unterarten aufgelistet sind:
- P. a. albicolis (Latham, 1790) – Die Nominatform bewohnt auch den größten Teil des Verbreitungsgebiets in Südamerika. Sie kommt in Amazonien, den Guyanas, dem südlichen und zentralen Venezuela, sowie dem östlichen Kolumbien bis in die Departamentos Meta und Guainía und auf der Insel Trinidad vor.[2]
- P. a. ghiesbreghti (Du Bus de Gisignies, 1845)[21] – Die nördlichste Unterart, mit einem Verbreitungsgebiet vom westlichen Nicaragua bis in den Süden Mexikos. Vertreter sind fast vollständig weiß, schwarze Stellen im Gefieder finden sich nur noch an den Spitzen der Handschwingen und einem reduzierten, oft unterbrochenen Band an den Steuerfedern sowie den bei allen Unterarten vorhandenen schwarzen Zügeln. Nur bei dieser Unterart ist die Iris der Augen gelb anstatt braun gefärbt.[2]
- P. a. costaricensis (Sclater, WL, 1919)[22] – Vom östlichen Honduras, über das östliche Nicaragua, Costa Rica und Panama bis in das westliche Kolumbien verbreitet. Deutlich höherer Anteil an weißem Gefieder, als bei den weiter südlich lebenden Unterarten, allerdings noch mit schwarzen Hand- und überwiegend schwarzen Armschwingen. Die Steuerfedern sind nur noch schmal gebändert.[2]
- P. a. williaminae (Meyer de Schauensee, 1950)[23] – Westliches Venezuela bis nordwestliches Kolumbien, dort vermutlich bis in den Norden von Meta. Weißes Gefieder an Mantel, Rumpf und Bürzel, zwischen den Schultern zeigen sich jedoch noch deutliche schwarze Stellen. An Haube und Nacken findet sich ein Muster dünner, schwarzer Streifen. Die Steuerferdern sind hauptsächlich weiß, die schwarze Bänderung ist jedoch verbreitert.[2]